# Candelabrum clathrosphaeroides
Candelabrum clathrosphaeroides är en svampart som beskrevs av Voglmayr 1998. Candelabrum clathrosphaeroides ingår i släktet Candelabrum, divisionen sporsäcksvampar och riket svampar.   Inga underarter finns listade i Catalogue of Life.